# 洪鴦
洪鴦（1853年7月7日—1941年8月16日），出生於今台灣苗栗縣通霄鎮白沙屯，草帽蓆手工藝人，為大甲草帽的催生者，在台灣日治時期帶動苑裡、大甲地區的苑裡藺（大甲藺）編織業。

## 生平

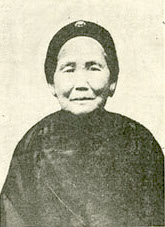
洪鴦

1853年，洪鴦出生於通霄白沙屯，22歲時嫁給苑裡西勢庄的高治。
37歲時，洪鴦丈夫過世，留下她撫養5名孩子成人。往後她改良當地道卡斯族日南社婦女的藺草編制物品，將其製成可遮陽用、以及讓頭上長有皮膚病孩童能免於蟲子叮咬的草帽，之後便以賣草蓆、草帽，補貼家用。
1897年臺灣總督大甲辦務署署長淺井元齡，欲發展苑裡編織業，要求洪鴦組織當地女性，傳授藺草編織技巧。她們生產的草帽蓆統一於大甲的帽蓆檢查所檢驗後再轉銷各地，故草帽被稱為「大甲草帽」，廣受日本人歡迎。
之後，洪鴦更受邀到各所學校開班授課，1913年曾獲臺北第三高女聘為手工藝教師。從新竹到臺南沿海地區，約幾十萬婦女從事此項手工業。然而，這項技藝並未讓洪鴦致富。大兒子早逝、小兒子經商失敗後，她僅在公學校教學的微薄薪水維持生計。
1936年，大甲草帽年銷一千六百多萬頂，居台灣五大特產的第三位，僅次於糖和米。洪鴦的教導也造就苑裡女子擁有一技之長，出嫁時聘金比其他地方高。
1940年，台灣總督府為肯定洪鴦對草帽產業的貢獻，頒發綠綬褒章。次年，她於苑裡辭世。

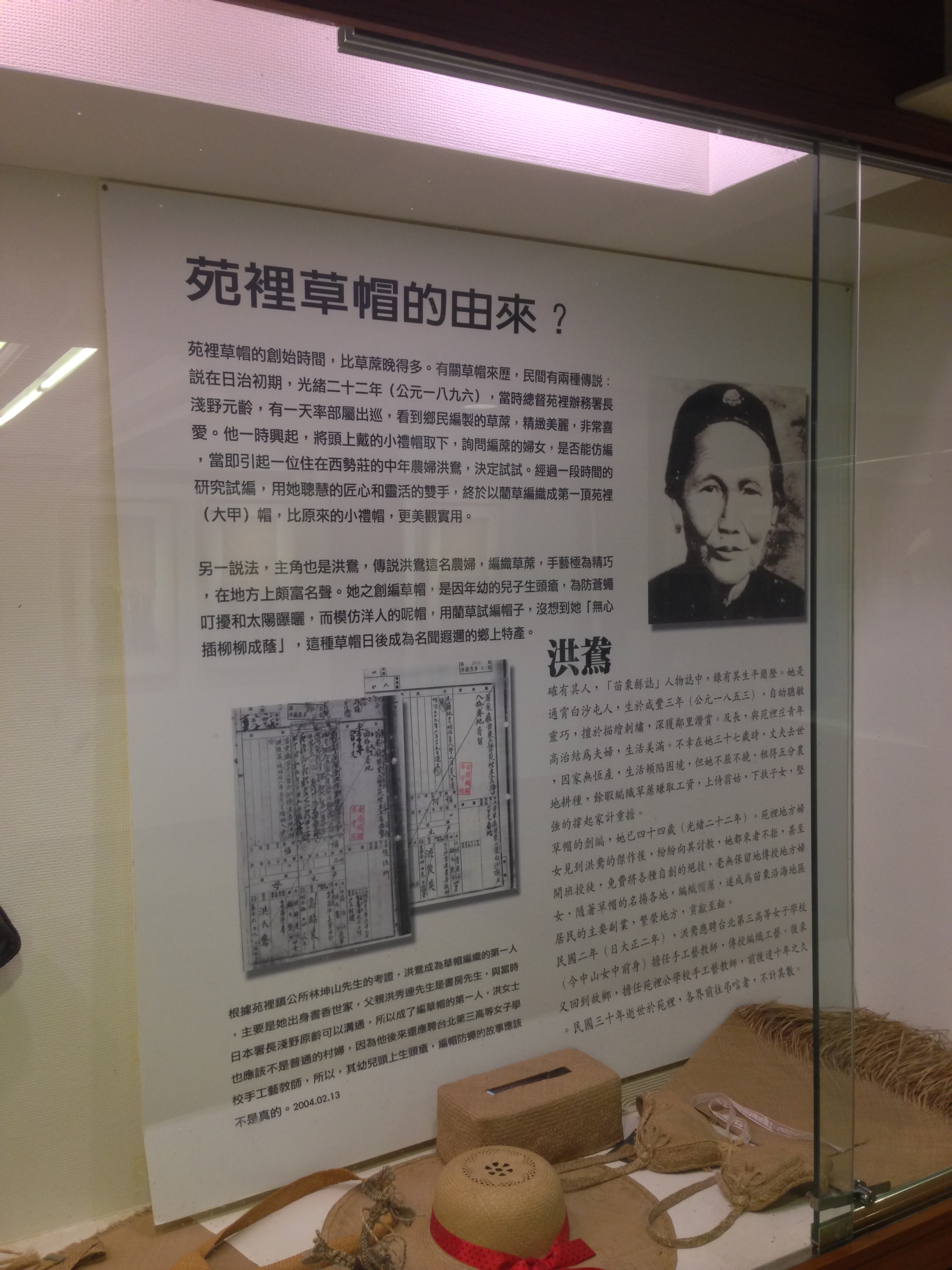
苑裡藺草文化館展覽解說表示具苑裡鎮公所林坤山考證，洪鴦出身知識分子家庭，父親洪秀連為書房先生。

## 身後
苑裡鎮農會在苑裡藺草文化館大門口前塑立洪鴦雕像。其旅居美國的玄孫高志輝，還將洪鴦的綠綬褒章捐贈給苑裡藺草文化館。